# Ronde van de Ain
De Ronde van Ain  (Frans: Tour de l'Ain/Prix de l'Amitié) is een wielerwedstrijd die sinds 1989 jaarlijks wordt verreden in het Franse departement Ain. De rittenkoers is sinds 2005 onderdeel van de UCI Europe Tour en heeft in deze competitie een 2.1-status.

## Geschiedenis
De Ronde van Ain werd voor het eerst verreden in 1989, toen nog als amateurkoers. De koers was een voortzetting van een andere ronde in het gebied, de Prix de l'Amitié. De ronde had eerst een 2.5-status, maar werd in 2002 gepromoveerd tot een wedstrijd van de 2.3-categorie. Sinds de invoering van de UCI ProTour en de continentale circuits in 2005 is de wedstrijd geklasseerd als 2.1-wedstrijd.
Voor beklimmingen wijkt de ronde meestal uit naar het Juragebergte. De Grand Colombier is de traditionele beklimming van de Ronde van Ain. In 1999 finishte men voor het eerst boven op deze 1.534 meter hoge berg.

## Lijst van winnaars

### Meervoudige winnaars
| Overwinningen | Renner         | Land      | Jaren      |
| ------------- | -------------- | --------- | ---------- |
| 2             | Thibaut Pinot  | Frankrijk | 2017, 2019 |
| 2             | Michael Storer | Australië | 2021, 2022 |

### Overwinningen per land
| Overwinningen | Land                                                                                |
| ------------- | ----------------------------------------------------------------------------------- |
| 20            | Frankrijk                                                                           |
| 2             | Australië, België, Nederland, Verenigde Staten                                      |
| 1             | Bulgarije, Duitsland, Ecuador, Estland, Italië, Kazachstan, Polen, Slovenië, Spanje |

1989 · 
1990 · 
1991 · 
1992 · 
1993 · 
1994 · 
1995 · 
1996 · 
1997 · 
1998 · 
1999 · 
2000 · 
2001 · 
2002 · 
2003 · 
2004 · 
2005 · 
2006 · 
2007 · 
2008 · 
2009 · 
2010 · 
2011 · 
2012 · 
2013 · 
2014 · 
2015 · 
2016 · 
2017 · 
2018 · 
2019 ·
2020 · 
2021 · 
2022 · 
2023 · 
2024 · 
2025